# Casque de Sutton Hoo
Vous lisez un « bon article » labellisé en 2023.
Le casque de Sutton Hoo est un casque anglo-saxon de la fin du VIe siècle ou du début du VIIe siècle découvert en 1939 lors des fouilles menées sur le site archéologique de Sutton Hoo, dans le Sud-Est de l'Angleterre.
Il est constitué d'une coiffe en fer à laquelle sont accrochés des protège-joues, un protège-nuque et un masque facial, également en fer. Ce dernier est dominé par une image de dragon formée par les sourcils, le nez et la moustache. Le reste du casque est décoré de plaques en bronze qui portent des motifs guerriers attestés sur d'autres objets du haut Moyen Âge germanique. Découvert dans la chambre funéraire du tertre no 1 de Sutton Hoo avec d'autres artéfacts de grande qualité, le casque appartenait vraisemblablement à une personne de haut rang du royaume d'Est-Anglie, peut-être le roi Rædwald (mort vers 624).
Au moment de sa découverte, le casque de Sutton Hoo est réduit en plus de 500 fragments. Une première reconstitution est effectuée par Herbert Maryon en 1945-1946 pour le British Museum. En 1970-1971, Nigel Williams en réalise une seconde qui bénéficie des critiques adressées à celle de Maryon et de nouvelles fouilles menées à Sutton Hoo entre 1965 et 1970. Cette deuxième reconstitution est devenue un objet emblématique de l'histoire de l'Angleterre médiévale.

## Description

### Structure générale

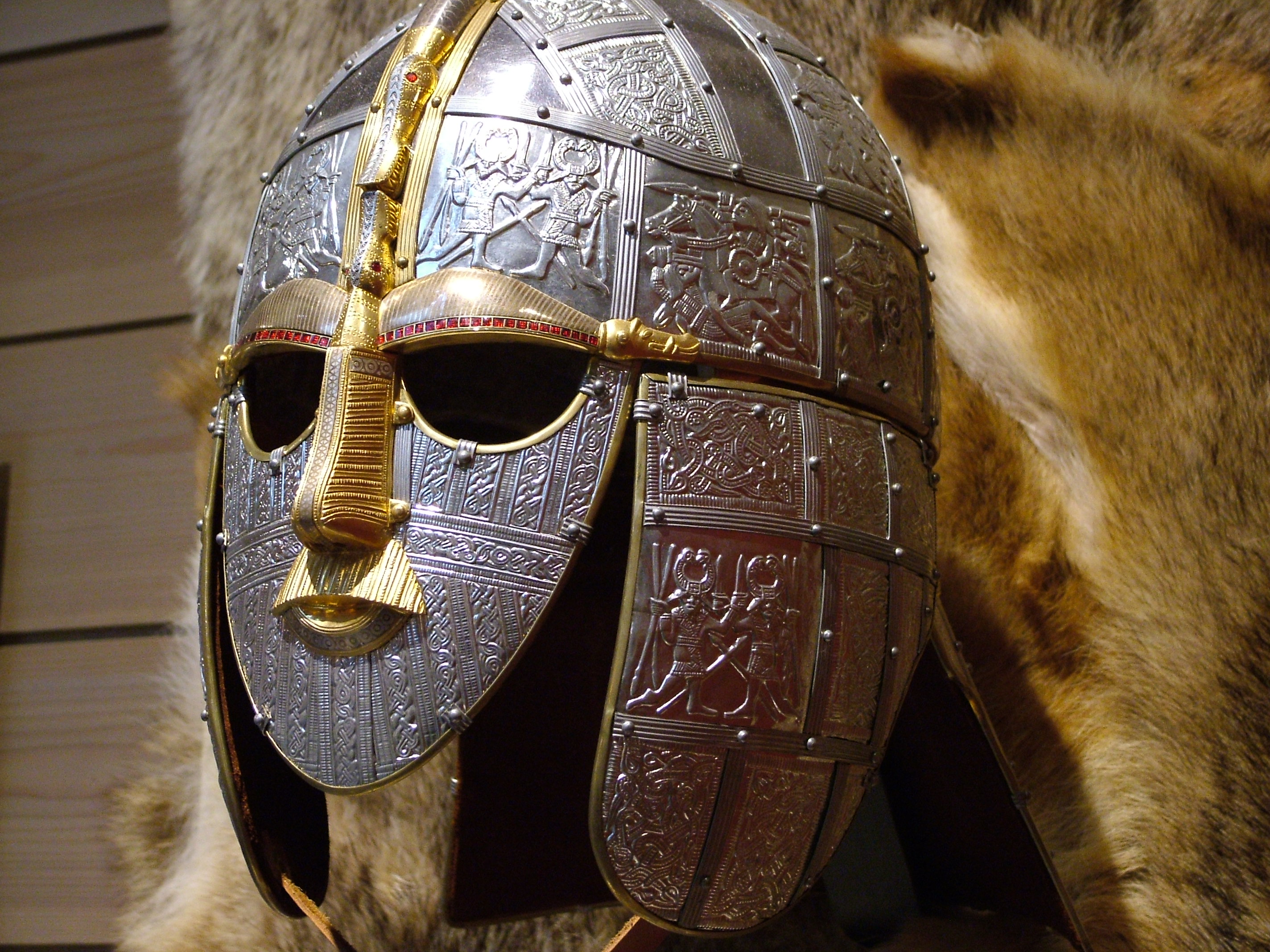
Quatre des cinq motifs décoratifs sont visibles sur cette photo d'une réplique moderne du casque.

Le casque de Sutton Hoo pèse environ 2,5 kg. Il mesure 31,8 cm de haut sur 21,5 cm de large et 25,5 cm de profondeur, pour une circonférence de 74,6 cm au niveau des sourcils. C'est un objet en fer recouvert de plaques décoratives en bronze et en étain,. Sa surface extérieure est divisée en plusieurs panneaux par des bandes moulées, chacun de ces panneaux présentant un décor,. Ces décors sont au nombre de cinq : deux sont des scènes figuratives, deux sont des motifs d'entrelacs zoomorphes et le dernier, qui n'est connu qu'à travers sept petits fragments, est impossible à reconstituer. Dans la mesure où il n'apparaît qu'à une seule reprise sur le casque, alors que la disposition des autres est symétrique, il pourrait s'agir d'un panneau de remplacement venu se substituer à un autre endommagé ou perdu,.
La structure du casque se compose d'une coiffe en fer à laquelle sont suspendus un masque facial, des protège-joues et un protège-nuque, eux aussi en fer,. La coiffe est formée d'un seul morceau de métal. Les protège-joues sont suffisamment longs pour protéger intégralement les côtés du visage et présentent une courbure vers l'intérieur aussi bien verticale qu'horizontale. Ils sont suspendus à la coiffe par deux charnières qui étaient peut-être en cuir. À l'arrière, le protège-nuque, lui aussi accroché à la coiffe par des charnières de cuir, est composé de deux morceaux de métal superposés qui lui confèrent une liberté de mouvement supplémentaire. Le masque facial est quant à lui suspendu à la coiffe en trois points : à gauche, à droite et au centre, au-dessus du nez du porteur. Ce dernier peut voir grâce à deux ouvertures ménagées entre le masque facial et la coiffe, et sa respiration est facilitée par la présence de trous à la base du nez du masque.

### Les dragons

La silhouette de dragon qui occupe l'avant du casque.

Outre les panneaux de bronze, la décoration du casque comprend également une crête, des éléments figurant des parties du visage (les sourcils, le nez et la moustache), ainsi que trois têtes de dragon. La crête est constituée d'un tube en fer qui court le long du sommet de la coiffe. Deux têtes de dragon en plaqué or sont rivetées aux extrémités de cette crête, l'une à l'avant et l'autre à l'arrière. La première est en bronze, la seconde était dans un autre alliage qui s'est dégradé en oxyde d'étain. Des grenats convexes sont sertis dans les têtes des dragons pour représenter leurs yeux rouges.
La troisième tête de dragon, également en bronze avec des yeux en grenat, se trouve à l'avant du casque, à cheval sur la coiffe et le masque. Le cou est posé sur le masque et la tête proprement dite est fixée à la coiffe par un rivet. Les sourcils sont situés de part et d'autre du cou de ce dragon. Ils sont en bronze creux avec des fils d'argent incrustés et des grenats sertis sur leur face inférieure. Le nez et la moustache se situent dans le prolongement de la tête du dragon et l'ensemble représente également un dragon en plein vol, avec les sourcils en guise d'ailes, le nez en guise de corps et la moustache en guise de queue. L'extrémité extérieure de chaque sourcil est occupée par une tête de sanglier dorée, et il est possible qu'ils soient également censés figurer le corps de ces animaux.
Bien qu'ils apparaissent identiques à première vue, les sourcils présentent de légères discordances qui semblent refléter des méthodes de fabrication différentes. Le sourcil dextre mesure environ 5 mm de moins que le senestre et ne contient que 43 fils d'argent incrustés, contre 46 pour l'autre, et un ou deux grenats de moins. La dorure du sourcil dextre est plutôt rougeâtre, alors que celle du senestre est plutôt jaunâtre, cette dernière présentant par ailleurs des traces de mercure et d'un produit de corrosion de l'étain absentes du dextre. La méthode d'insertion des grenats diffère également : pour le sourcil dextre, ainsi que pour trois des quatre yeux de dragon qui subsistent, les trous dans le bronze sont recouverts de feuille d'or hachurée,, mais ce n'est pas le cas sur le sourcil dextre, ni pour l'œil senestre de la tête de dragon du haut. Cette feuille d'or réfléchit la lumière à travers les grenats, ce qui les rend plus brillants et d'une couleur plus intense. En l'absence de cette feuille, le placement direct des grenats sur le bronze les rend vraisemblablement moins éclatants.
Des deux côtés du nez se trouvent de petites plaques rondes reliées par des bandes cannelées et matricées qui dissimulent des rivets. Le long de la crête nasale, un fil de métal est serti dans le fer, qui est enfoncé et rempli de nielle ou d'un autre matériau de remplissage métallique pour former des motifs en triangle recouverts d'argent dans un second temps. De part et d'autre de cette crête, un ciseau grossier est utilisé pour dessiner une bordure rainurée. Trois petits cercles alignés horizontalement sont poinçonnés, puis incrustés d'argent et peut-être entourés de nielle, de chaque côté du sommet du nez. Ce motif à base de petits cercles figure également sur la courbe représentant la lèvre inférieure,.
Les deux côtés du nez sont formés par une série de bandes, tour à tour cannelées et billettées par embossage, qui relient de manière oblique la bande centrale à une base constituée d'une bande elle aussi billettée. La moustache est formée de la même manière, mais les bandes y sont verticales,. La couche d'or, abondante sur le nez et la bouche, semble avoir été appliquée par dorure au mercure, à en juger par les traces de mercure retrouvées sur ces pièces.

### Les cinq motifs

#### Motif 1: les guerriers dansants

Le motif 1, avec les éléments attestés en argent et les éléments reconstitués en or.

Le motif 1 représente deux hommes armés, vêtus d'habits civils ou cérémoniels, qui semblent en train de danser. Ils tiennent dans une main une épée courte, et leurs poignets se croisent. Dans l'autre main, ils tiennent deux lances croisées, pointe vers le bas. La position de leurs jambes et de leurs hanches suggèrent qu'ils sont en train de se rapprocher, peut-être au moment final de leur numéro de danse. Des scènes de danse similaire sont attestées dans l'art scandinave et nordique de cette période, et l'historien romain du Ier siècle Tacite mentionne un rituel de danse avec épées et lances dans sa Germanie.
Ce motif est répété à quatre reprises sur le casque : sur les deux panneaux au-dessus des sourcils et au centre des deux protège-joues. Il n'en subsiste que six fragments, dont celui qui montre les poignets croisés, permettant de déduire la présence de deux individus. Sa reconstitution a été permise par l'existence de représentations très similaires de guerriers sur trois objets retrouvés en Suède : le casque no 7 du site de Valsgärde, les fragments d'une feuille de métal découverte dans le tertre oriental de Gamla Uppsala, et l'une des plaques de Torslunda. Sur cette dernière, le guerrier apparaît borgne, ce qui suggère un lien avec le culte d'Odin.

#### Motif 2: le cavalier et son adversaire

Le motif 2, avec les éléments attestés en argent et les éléments reconstitués en or.

Le motif 2 représente un guerrier à cheval qui brandit une lance au-dessus de sa tête, tandis que sa monture piétine un ennemi tombé au sol. Ce dernier se redresse pour saisir d'une main les rênes du cheval et, de l'autre, lui plonger son épée dans le poitrail. Sur la croupe de l'animal se tient agenouillé un humanoïde de petite taille. Il est représenté de manière très similaire au cavalier, ses bras et ses jambes sont dans la même position que les siennes et sa main droite tient également la lance du cavalier.
Le motif 2 est attesté par huit fragments. Si l'on considère que le motif 3, qui n'apparaît qu'une seule fois, a été inséré pour remplacer un panneau endommagé, ce motif 2 apparaissait à l'origine à douze reprises sur le casque : huit fois dans la rangée inférieure de la coiffe (donc sur tout le pourtour, à l'exception des panneaux arborant le motif 1) et deux fois au milieu de chaque côté, l'une au-dessus de l'autre. Le cavalier est orienté vers la gauche et semble donc se déplacer autour du casque dans le sens des aiguilles d'une montre.
Du fait de la perte d'une proportion considérable du motif 2, sa reconstitution repose en grande partie sur les versions continentales de la même scène. Elle apparaît notamment sur les casques nos 7 et 8 de Valsgärde, sur le casque no 1 de Vendel et surtout sur la bractéate de Pliezhausen. Sur cette dernière, la scène figure de manière intégrale et sa représentation est très similaire à celle du casque de Sutton Hoo, bien qu'elle apparaisse en miroir, le cavalier regardant vers la droite. Certains détails du casque ne figurent pas sur la bractéate, comme l'épée du cavalier ou le fourreau de son adversaire, mais elle permet d'inférer la présence de détails à des endroits non attestés par les fragments du casque, comme le bouclier que tient le personnage agenouillé.
Les sources iconographiques du motif 2 sont inconnues, mais il pourrait être issu de modèles romains où la représentation du cavalier qui piétine son adversaire vaincu est courante,,. Le fait qu'on en retrouve des exemples en Angleterre, en Suède et en Allemagne donne à penser que ce motif avait une signification partagée dans toute l'aire germanique. Néanmoins, si les exemples romains montrent toujours le guerrier dans un moment de triomphe absolu, les versions germaniques de cette scène apparaissent plus ambigües en mêlant des symboles de victoire et de défaite,. La lance du cavalier n'est pas pointée sur son adversaire au sol, mais sur un ennemi invisible qui lui fait face ; l'adversaire vaincu parvient à infliger une blessure mortelle à la monture du cavalier ; le petit personnage semble guider la lance du cavalier. Le thème général du motif pourrait être celui du destin. Le petit personnage pourrait être une divinité, peut-être Odin, qui peut guider la main du guerrier mais pas l'affranchir de toutes les vicissitudes du destin, car même les dieux lui sont soumis.

#### Motif 3: scène figurative non identifiée
Il subsiste sept fragments susceptibles d'appartenir à une troisième scène figurative, mais ils sont trop petits et imprécis pour permettre de la reconstituer. Elle ne peut avoir figuré qu'à l'arrière du côté dextre du casque, les autres emplacements étant occupés soit par le motif 1, soit par le motif 2. Elle se répète au maximum quatre fois, mais il est possible qu'il n'y en ait eu qu'un seul exemplaire.
Les fragments suggèrent que le motif 3 pourrait être une variation sur la scène du cavalier et qu'il a servi à remplacer un panneau à motif 2 endommagé. Ce scénario correspond à ce qui est arrivé au casque no 6 de Välsgarde.

#### Motifs 4 et 5: les entrelacs

Le motif 4.

Le motif 4 représente un animal quadrupède stylisé sous la forme de longs rubans entrelacés à l'intérieur d'une bordure rectangulaire. Contrairement aux motifs 1 et 2, il a pu être intégralement reconstitué. Il s'inscrit dans la phase II de la catégorisation de l'art zoomorphe germanique proposée par l'archéologue suédois Bernhard Salin.
Ce motif apparaît sur les espaces vierges de la coiffe et du protège-nuque, ainsi que sur les protège-joues. Ces derniers étant de forme irrégulière, ils présentent des versions partielles du motif 4 qui apparaissent parfois de travers.

Le motif 5.

Le motif 5 apparaît sur le masque facial et le protège-nuque. Il sert également à combler les espaces intersticiels sur les protège-joues. Comme le motif 4, il est de nature zoomorphe et représente deux animaux dans des positions inversées. Leurs têtes, tournées vers l'arrière, sont visibles au milieu du motif.

## Contexte et parallèles
Le casque de Sutton Hoo fait partie des six casques anglo-saxons connus, avec ceux de Benty Grange, de Coppergate, Pioneer, de Shorwell et du Staffordshire. S'il partage avec eux des similitudes de construction, comme la présence de protège-joues (également présents sur les casques de Coppergate, Pioneer et du Staffordshire) ou d'une crête, il s'en distingue par d'autres éléments : son masque facial, son protège-nuque fixe et sa coiffe réalisée à partir d'un seul morceau de métal.

Les autres casques anglo-saxons
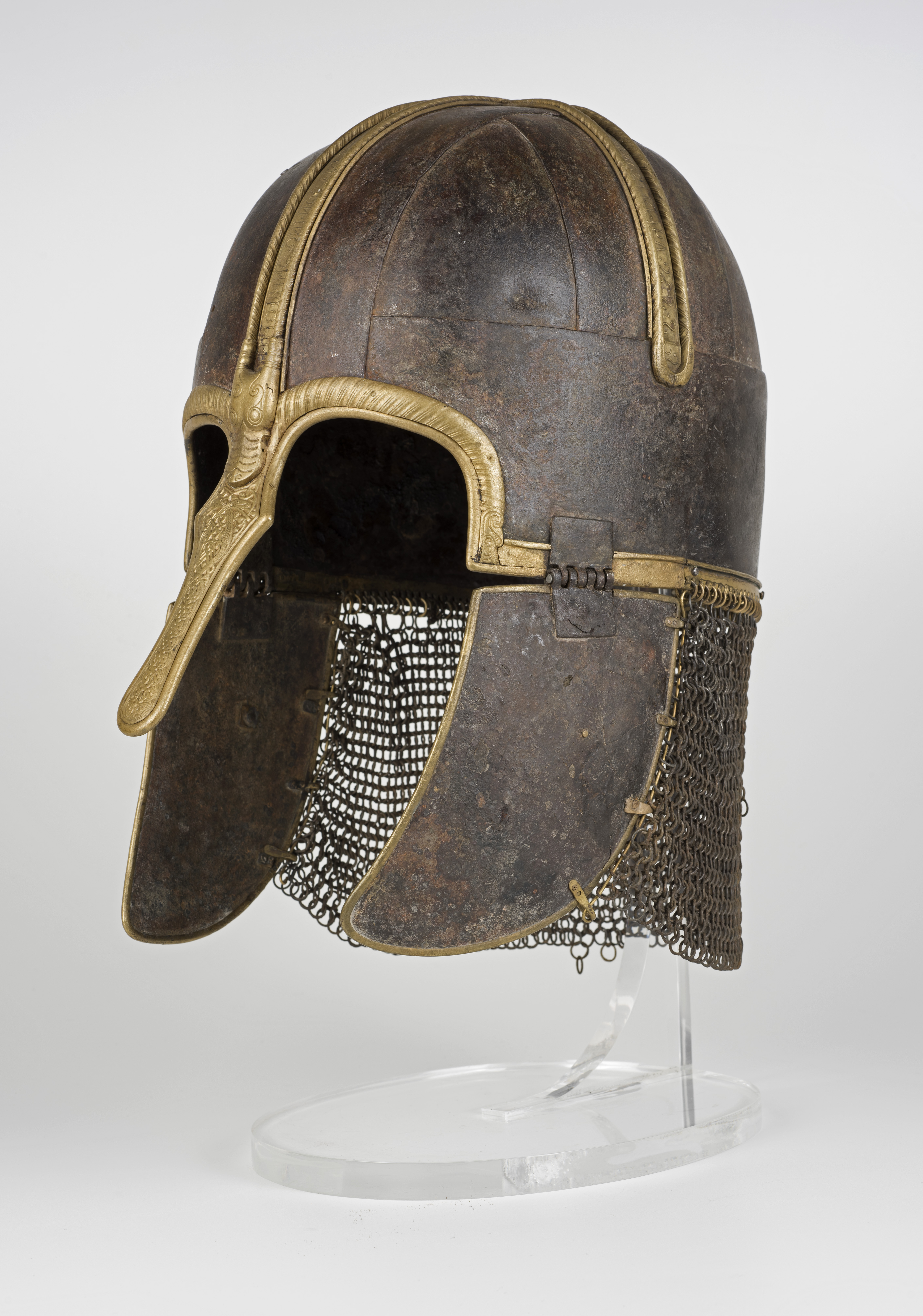
Le casque de Coppergate.
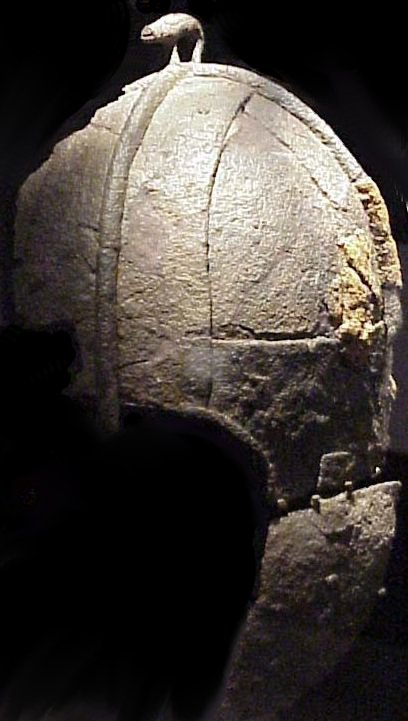
Le casque Pioneer.
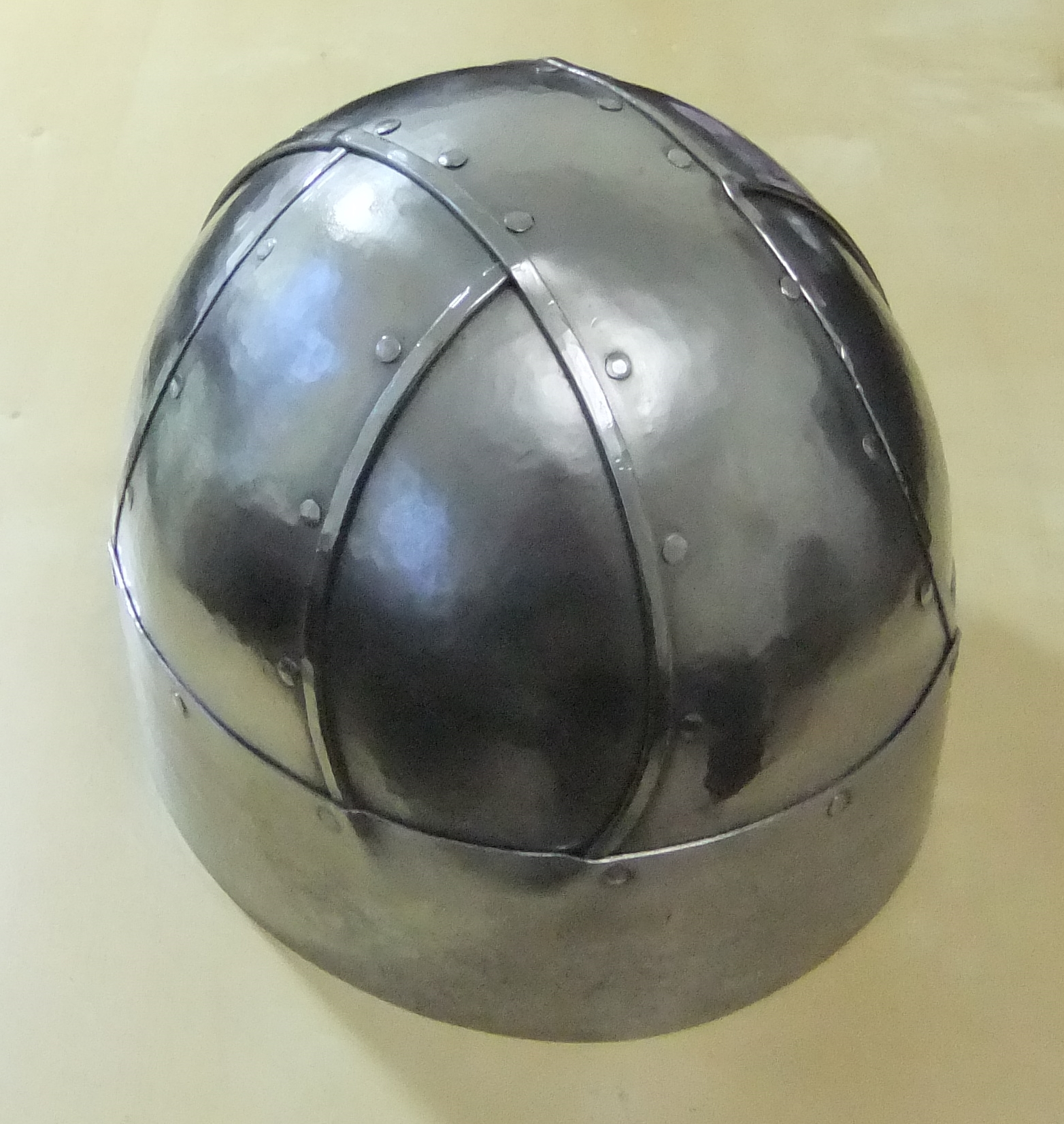
Le casque de Shorwell (réplique).
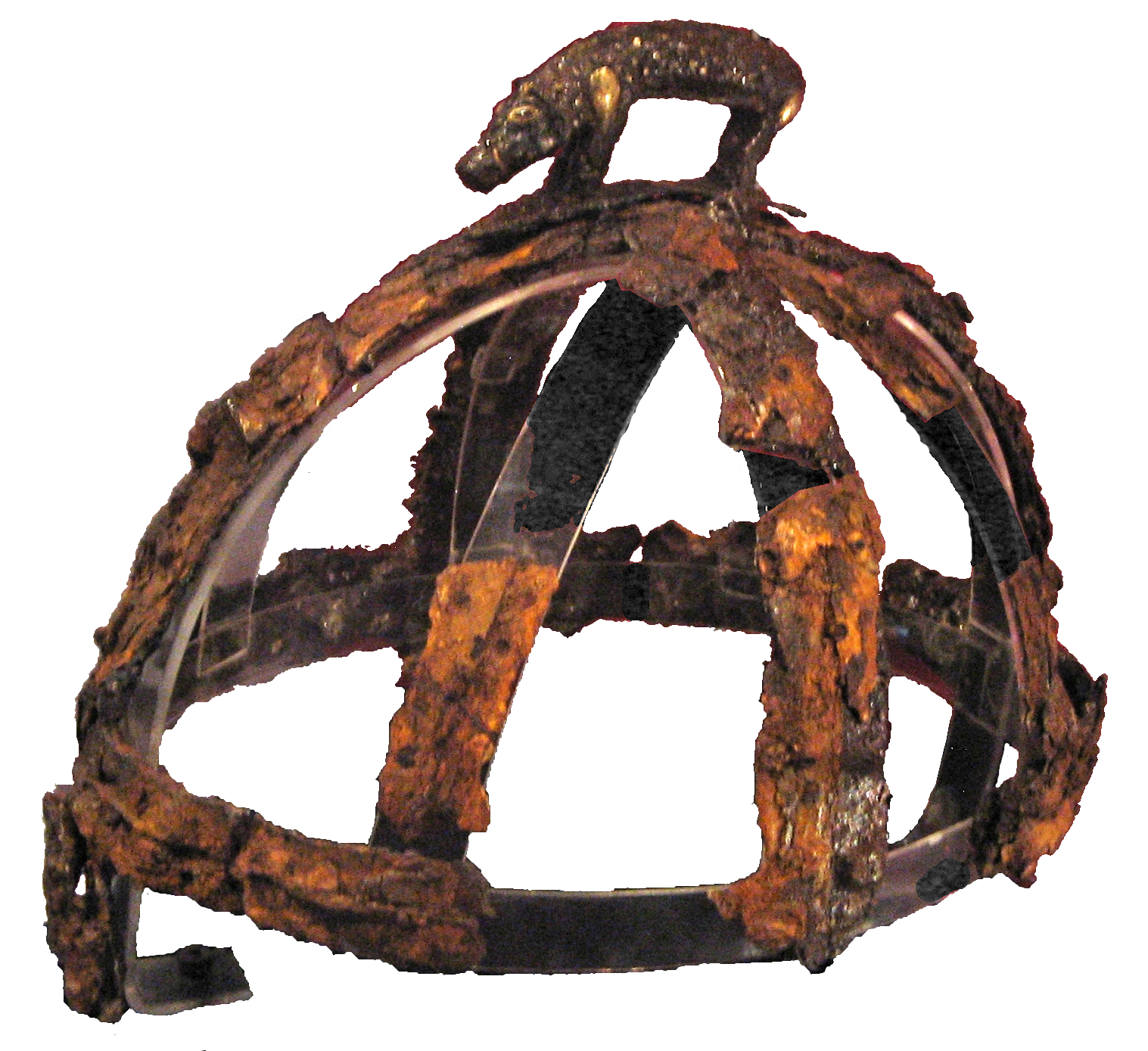
Le casque de Benty Grange.
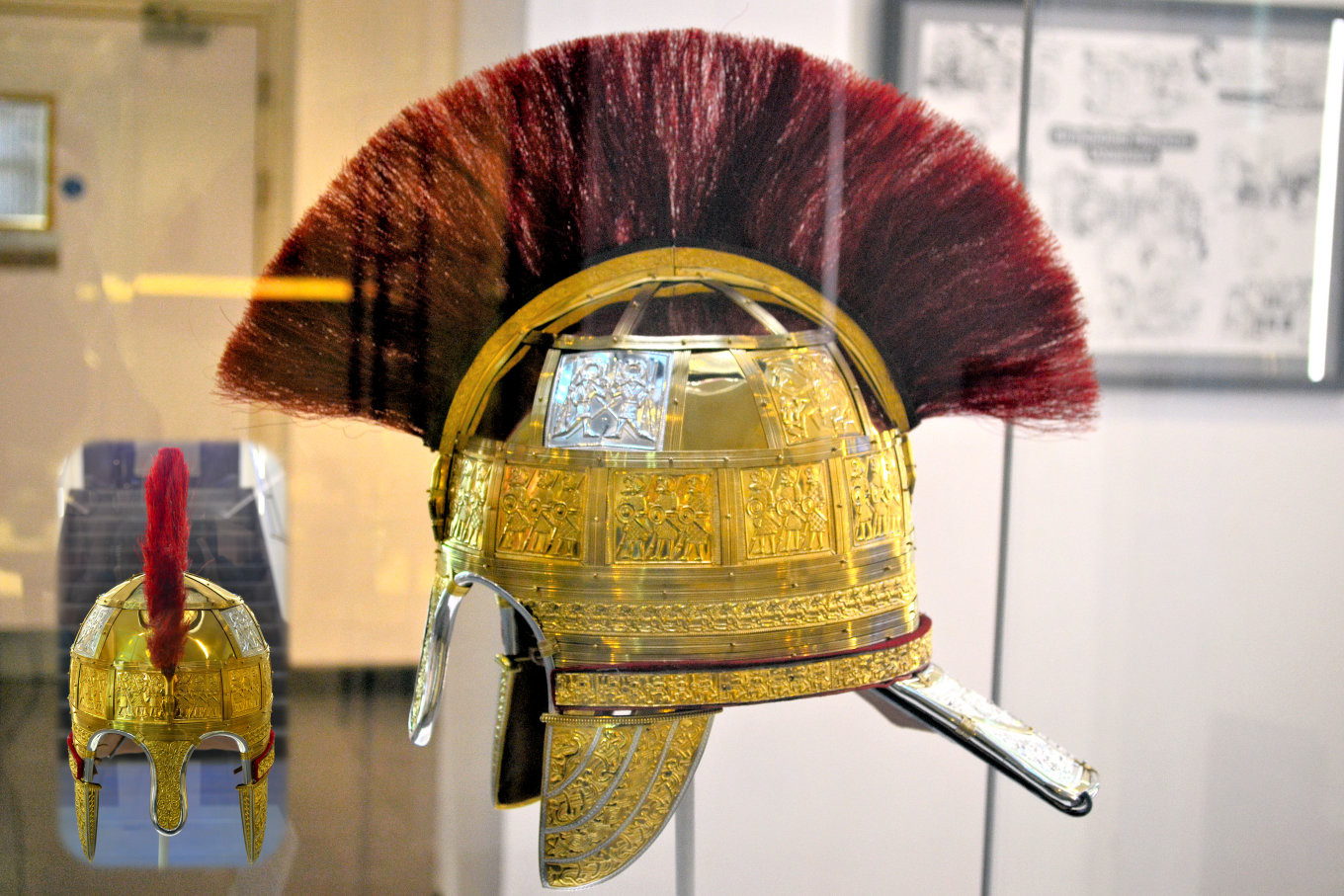
Le casque du Staffordshire (reconstitution).

Parmi les casques des VIe et VIIe siècles, celui de Sutton Hoo est classé avec les casques à crête, par opposition aux spangenhelms et lamellenhelms retrouvés en Europe continentale. La quasi-totalité de ces casques à crête ont été retrouvés en Angleterre et en Scandinavie. Dans cette catégorie, ce n'est pas des autres casques anglo-saxons que celui de Sutton Hoo se rapproche le plus, mais plutôt de ceux de Vendel (en) et Valsgärde, retrouvés en Suède, qui dérivent des casques portés par les fantassins et cavaliers de l'armée romaine tardive. Si sa structure est similaire, sa décoration est plus élaborée et de bien meilleure qualité que celle des casques scandinaves, ce qui reflète peut-être le statut social supérieur de son porteur ou simplement sa plus grande proximité temporelle avec les modèles romains.

Quelques casques scandinaves et romains
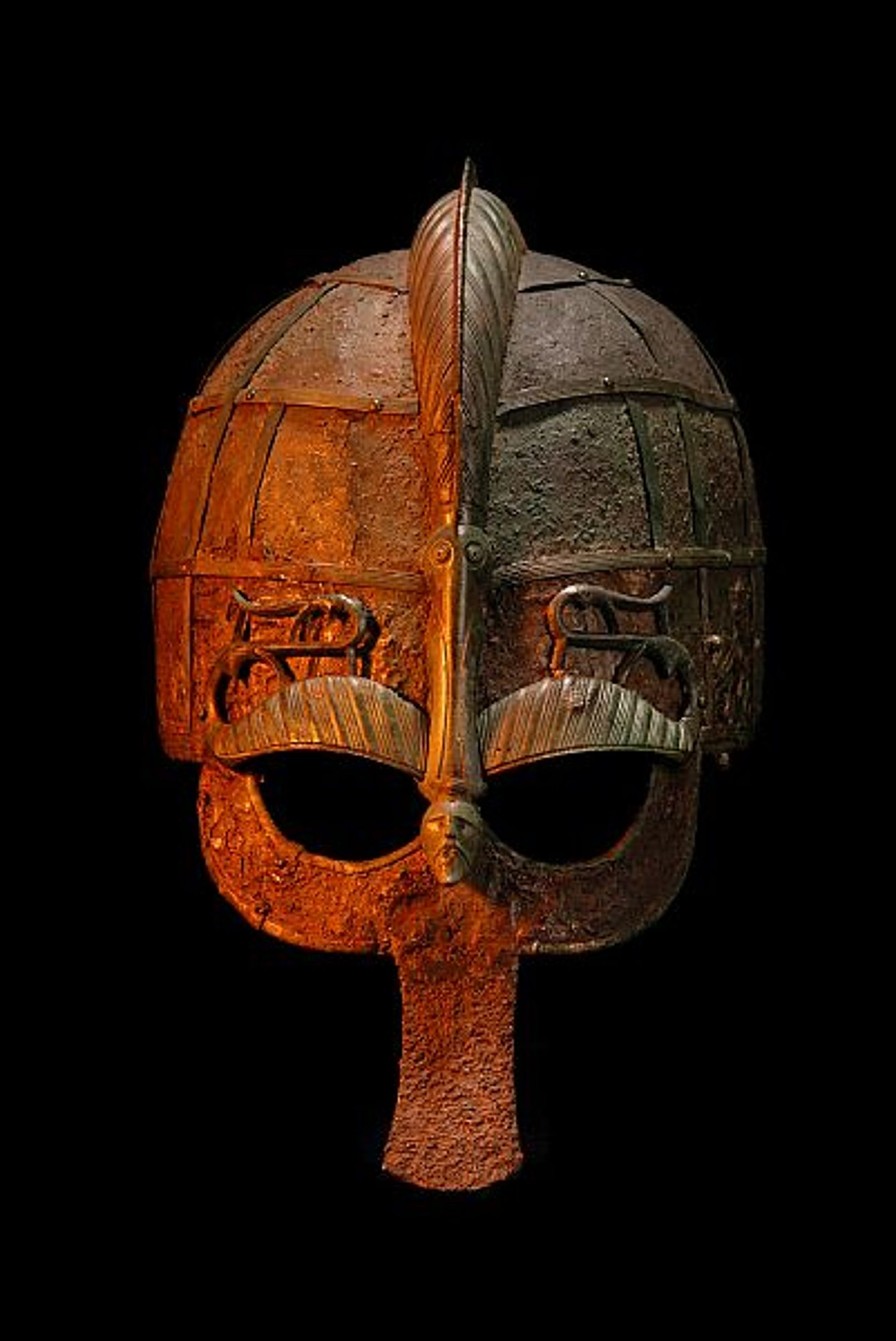
Le casque scandinave Vendel I.
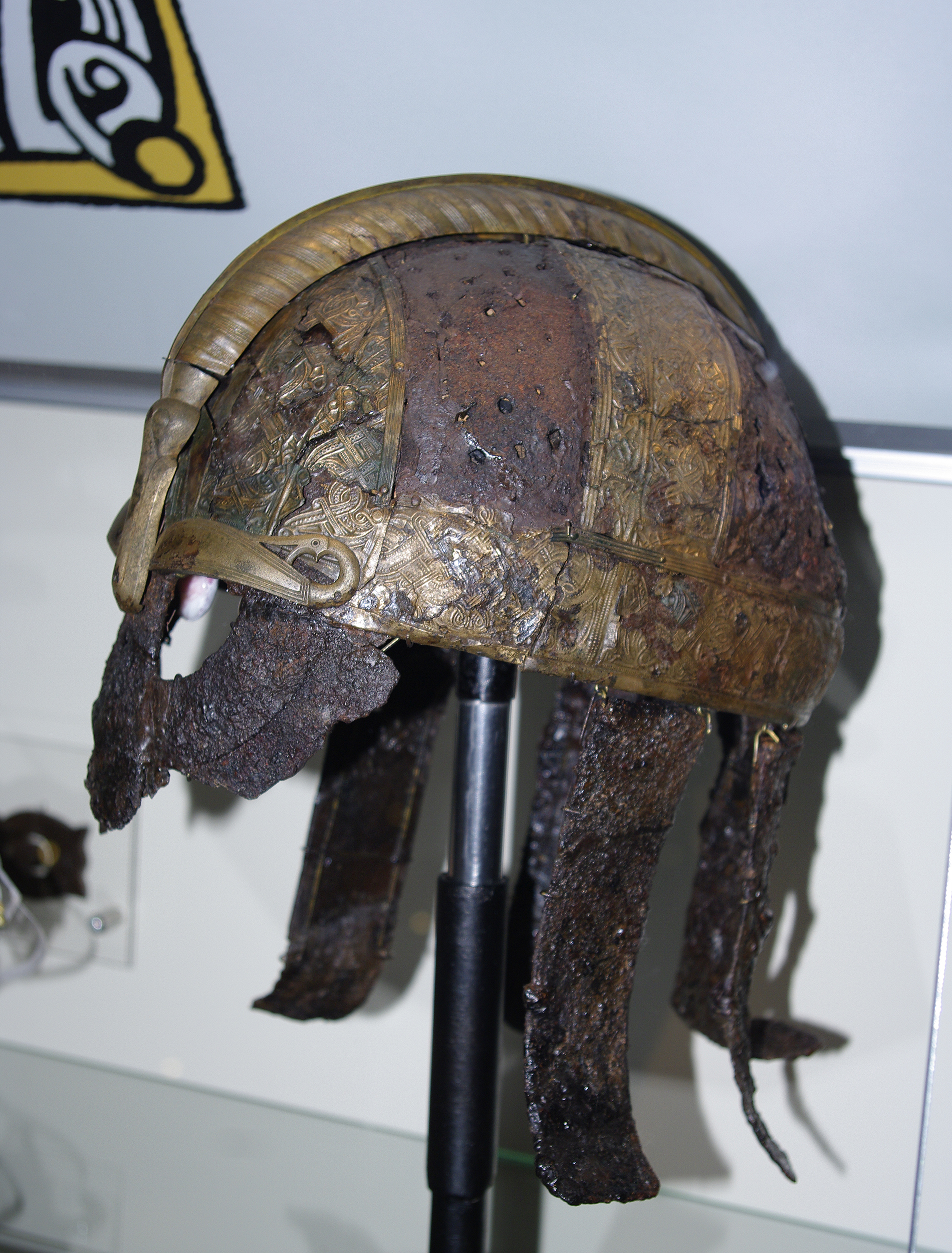
Le casque scandinave Välsgarde 5.
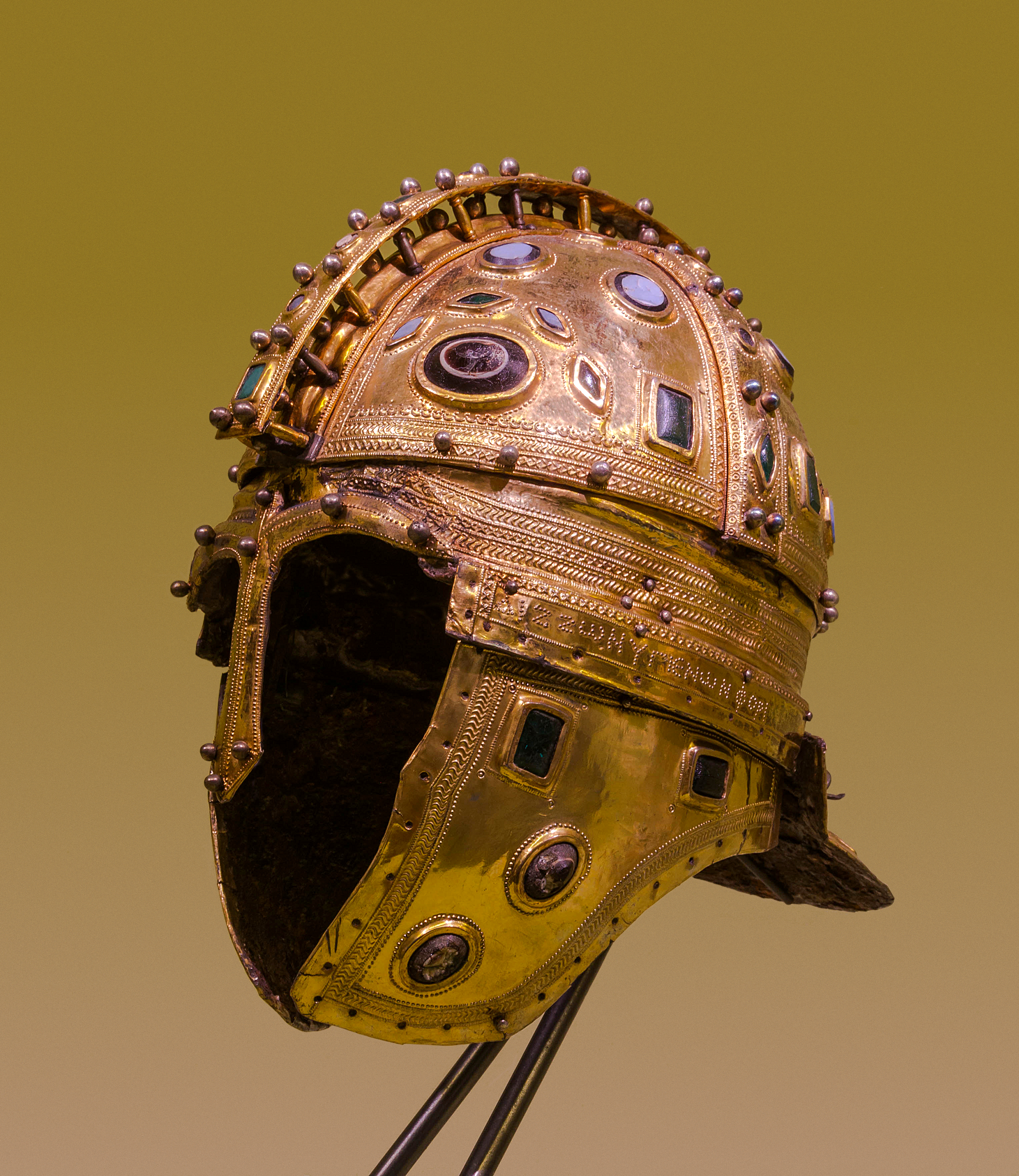
Le casque romain de Berkasovo.
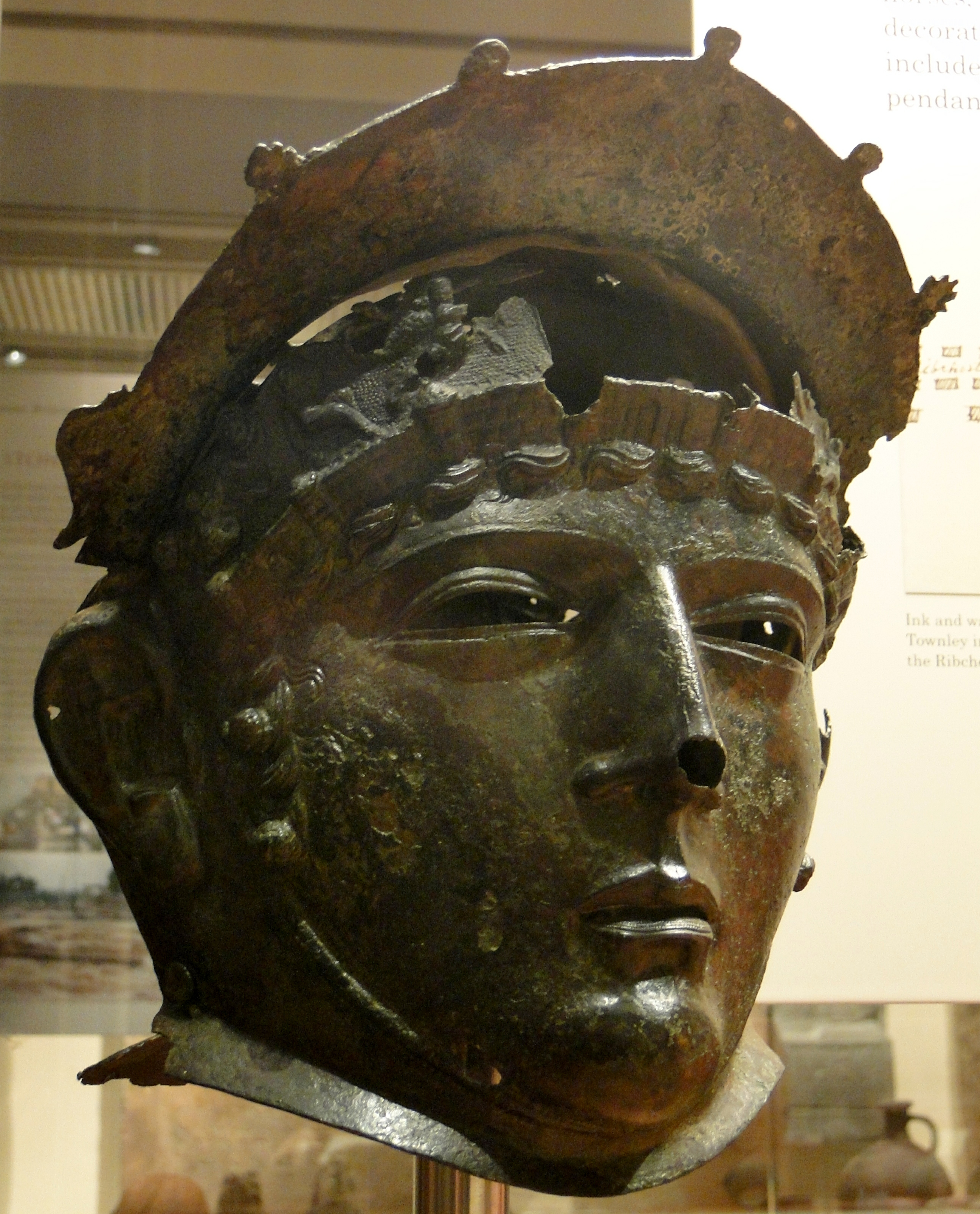
Le casque romain de Ribchester.

Le poème vieil-anglais du Beowulf, dont la date de rédaction reste incertaine, offre à plusieurs reprises des descriptions de casques. Aucune autre arme n'y est décrite avec un tel luxe de détails. Ainsi, après sa victoire sur le monstre Grendel, le héros Beowulf reçoit entre autres récompenses un casque dont la description laisse perplexes les philologues jusqu'à ce que la comparaison avec le casque de Sutton Hoo vienne l'éclairer :
| Ymb þæs helmes hrof heafodbeorge wirum bewunden wala utan heold, þæt him fela laf frecne ne meahton scurheard sceþðan, þonne scyldfreca ongean gramum gangan scolde.— Beowulf, vers 1030-1034 | Couronnant le heaume un protège-crâne ceint de fils de métal déjouait les coups mortels, de sorte que la lame née sous la lime ne pouvait l'endommager, si bien trempée fût-elle, quand sous son bouclier le guerrier aurait à s'avancer contre l'ennemi. |

Le mot wala, qui désigne la crête du casque, apparaît en effet plus souvent en contexte pour décrire une crête au sens géomorphologique du terme. Cette crête est wirum bewunden, littéralement « liée par des fils », ce qui correspond bien à la manière dont la crête du casque de Sutton Hoo est ornée de fils d'argent. Le poème a raison de souligner que cette crête constitue une défense efficace contre les coups d'épée.
Des casques à motif de sanglier sont mentionnés à plusieurs reprises dans le poème. Lorsque Beowulf arrive à Heorot, ses hommes et lui sont décrits de la manière suivante, le terme eoforlic « image de sanglier » désignant peut-être des éléments similaires aux têtes de sanglier qui ornent l'extrémité des sourcils du casque de Sutton Hoo :
| Eoforlic scionon ofer hleorbergan gehroden golde, fah ond fyrheard, ferhwearde heold guþmod grimmon.— Beowulf, vers 303b-306b | Les sangliers étincelaient au-dessus des couvre-joues parés d'or, colorés et durcis au feu : le verrat veillait belliqueux sur les guerriers farouches. |

## Fonction

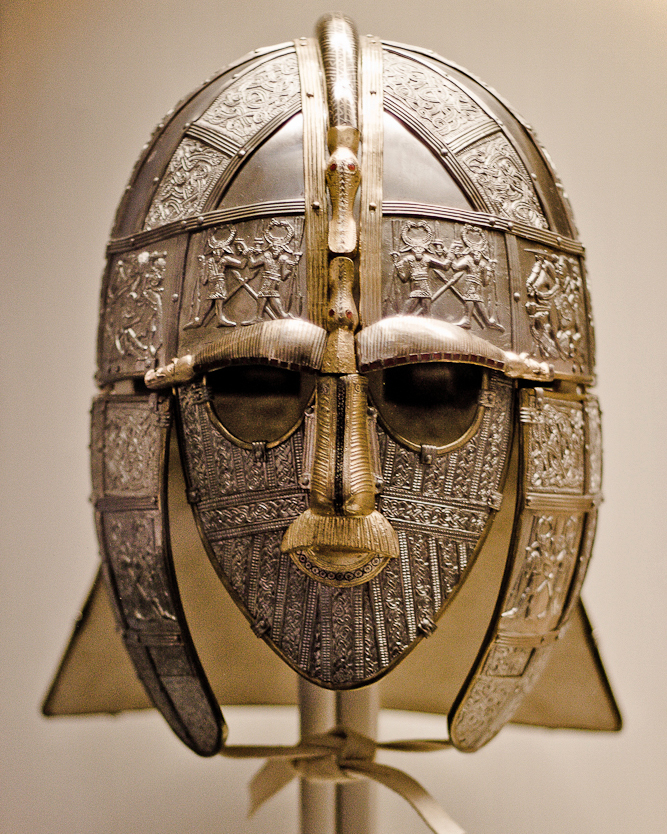
La réplique produite par les Royal Armouries dans les années 1970.

Le casque de Sutton Hoo est à la fois un symbole de prestige et une pièce d'armure. On ignore s'il a jamais été porté au combat, mais sa construction suggère qu'il aurait été parfaitement fonctionnel dans ce contexte. Contrairement aux autres casques de sa catégorie, il possède un masque facial, une coiffe d'un seul tenant et un protège-nuque solide. Tous ces éléments lui permettent de protéger entièrement la tête de son porteur sans gêner le mouvement des épaules et des bras. Avec sa crête en fer et en argent, la coiffe est susceptible d'amortir les coups.
Au-delà de sa fonction pratique, le casque de Sutton Hoo constitue également une véritable démonstration de puissance. Il est de loin le plus richement décoré des casques anglo-saxons connus. Leur faible nombre suggère qu'ils étaient rarement inhumés avec leurs porteurs et reflétaient leur importance. Le prestige attaché à cet objet est perceptible dans la littérature vieil-anglaise et tout particulièrement dans le poème du Beowulf. Il est possible qu'il joue un rôle lors des rituels d'intronisation des rois à une époque où les couronnes n'existent pas encore. L'âge considérable du casque de Sutton Hoo, qui était apparemment vieux d'un siècle au moment de son inhumation, laisse penser qu'il s'agissait d'un legs transmis de génération en génération.

## Propriétaire

Carte du royaume d’Est-Anglie au VIIe siècle.

L'identité de l'individu enterré sous le tertre no 1 de Sutton Hoo donne lieu à des spéculations presque dès le moment de son excavation. L'hypothèse qui a le plus de crédit veut qu'il s'agisse de Rædwald, le roi des Angles de l'Est dans le premier quart du VIIe siècle, peut-être de 599 à 624. Les arguments en faveur de Rædwald reposent d'abord sur la datation de la sépulture. Les pièces de monnaie mérovingiennes qui y ont été retrouvées ont été frappées entre 613 et 635, ce qui est cohérent avec les dates de règne de Rædwald,,.
L'abondance et la richesse des objets qui s'y trouvaient suggèrent que le défunt était de rang royal, ce qui constitue un autre argument en faveur de Rædwald, qui est décrit comme un souverain particulièrement puissant par Bède le Vénérable dans son Histoire ecclésiastique du peuple anglais. Plusieurs de ces objets, dont le casque, semblent avoir eu une signification symbolique au-delà de leur valeur matérielle et constituaient peut-être des insignes royaux.
Enfin, le mélange de symboles chrétiens et païens que présente la tombe et son contenu évoquent également Rædwald, dont Bède affirme qu'il a reçu le baptême tout en continuant à pratiquer son ancienne religion. La nature même de la sépulture s'inscrit dans la tradition germanique païenne des bateaux-tombes et reflète peut-être un rejet implicite du christianisme franc,, mais plusieurs objets retrouvés à l'intérieur sont décorés de croix chrétiennes.
S'il est tentant de vouloir donner un nom au défunt du tertre no 1, aucun des arguments en faveur de Rædwald n'est réellement décisif, et il pourrait très bien s'agir d'un autre roi des Angles de l'Est. Rien ne permet même d'affirmer avec certitude que c'est un monarque qui y a été inhumé plutôt qu'un autre membre de la famille royale des Wuffingas ou de la noblesse est-anglienne.

## Découverte et reconstitutions

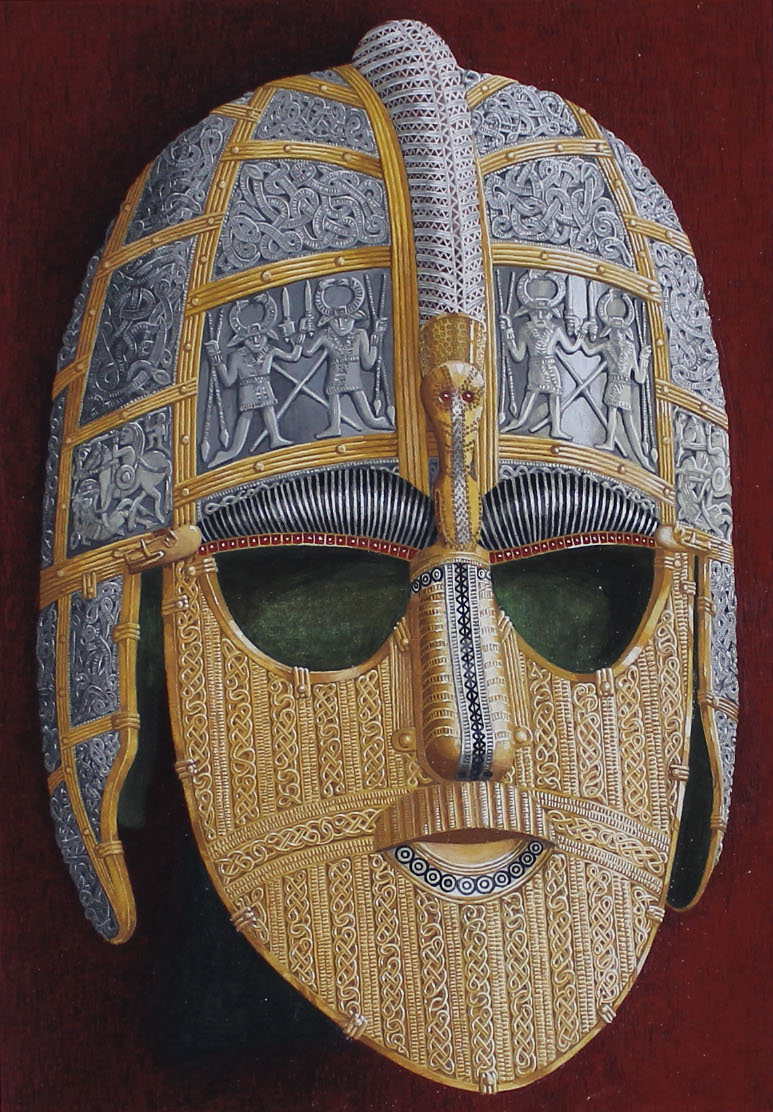
La première reconstitution du casque (1945-1946).

La découverte du casque de Sutton Hoo prend place du 28 juillet au 1er août 1939, durant la première campagne de fouilles du bateau-tombe de Sutton Hoo. Il est réduit en plus de 500 morceaux qui représentent moins de la moitié de la surface de l'objet originel,. En raison de son état, l'importance de sa découverte n'est pas immédiatement comprise. Aucune photographie des fragments in situ n'est prise et leurs positions relatives ne sont pas relevées,. Le croquis de situation se contente de les figurer par un cercle avec la mention « majorité des restes d'un casque » (« nucleus of helmet remains »). Sa reconstitution devient donc, selon l'expression de Rupert Bruce-Mitford, « un puzzle sans le moindre modèle à suivre sur le couvercle de la boîte ».
Les fouilles de Sutton Hoo prennent fin le 24 août 1939, quelques semaines après la découverte du casque, et les objets découverts sur le site sont envoyés à Londres le lendemain. Neuf jours plus tard, le Royaume-Uni déclare la guerre à l'Allemagne. Tout au long de la Seconde Guerre mondiale, les fragments du casque, avec les autres découvertes de Sutton Hoo et d'autres objets précieux du British Museum, sont conservés à l'abri dans les tunnels de la station de métro londonienne d'Aldwych,.
La première reconstitution du casque est effectuée entre 1945 et 1946 par Herbert Maryon, un sculpteur et archéologue à la retraite, spécialiste de la métallurgie antique et médiévale. Son travail de conservation et de restauration, qui s'étend à tous les objets retrouvés à Sutton Hoo, dure jusqu'en 1950, avec six mois de travail en continu pour le seul casque. Sa reconstitution de cet objet devient rapidement une image emblématique de l'histoire de l'Angleterre qui est notamment utilisée dans le cadre du Festival of Britain, en 1951.

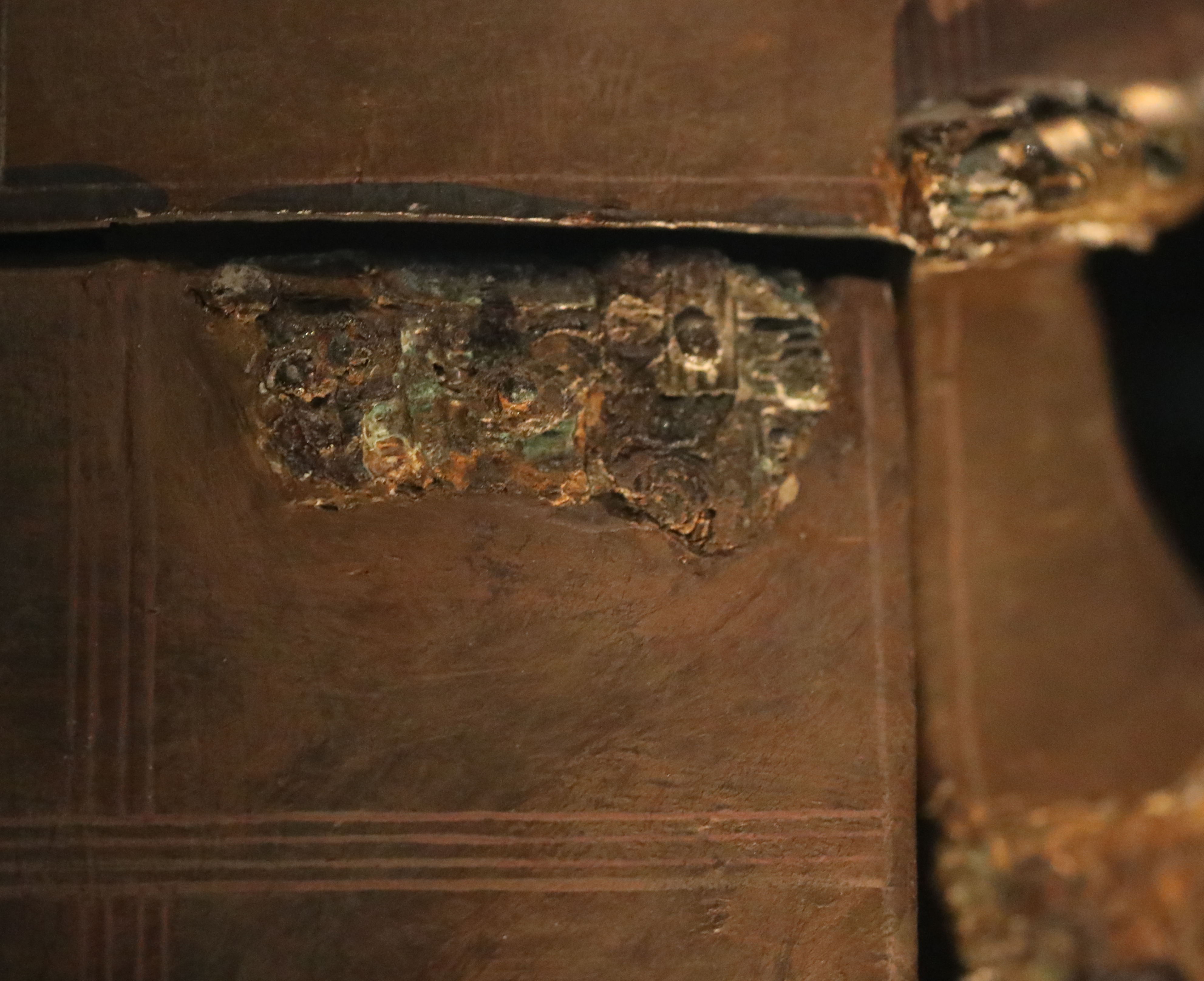
Le fragment de protège-joue retrouvé en 1967.

Lors de la deuxième grande campagne de fouilles de Sutton Hoo, entre 1965 et 1970, quatre fragments supplémentaires du casque sont découverts. L'un de ces fragments permet de reconstituer entièrement une charnière de protège-joue. En revanche, l'absence de tout fragment de crête vient battre en brèche l'une des hypothèses de la reconstitution de Maryon, sur laquelle la crête du casque était prolongée de 11 cm. À la suite de ces découvertes, une nouvelle reconstitution du casque est proposée par Nigel Williams en 1971, après dix-huit mois de travail. Cette deuxième version bénéficie des critiques adressées à celle de Maryon, ainsi que des découvertes de la deuxième campagne de fouilles et plus généralement des avancées dans le domaine de l'archéologie. Elle atteint à son tour un statut d'icône dans l'imaginaire du grand public anglophone, aux yeux de qui elle représente à la fois le Moyen Âge, l'archéologie et l'Angleterre,,.